# Flaga Australii
Flaga Australii – jeden z symboli państwowych Związku Australijskiego.

## Symbolika
Flaga Australii to granatowy prostokąt, w którego kantonie znajduje się Union Jack, symbol Wielkiej Brytanii, przypominający o związkach Australii z Koroną Brytyjską. Siedmioramienna gwiazda poniżej nosi nazwę Commonwealth Star. Jej sześć ramion oznacza sześć stanów, siódme jest wspólne dla dwóch niezależnych terytoriów federalnych. Konstelacja gwiazd po prawej stronie sztandaru to Krzyż Południa, kojarzony często z Australią.
| niebieski | biały   | czerwony |
| --------- | ------- | -------- |
| #00008B   | #FFFFFF | #FF0000  |

## Historia
W 1901 spośród 30 000 projektów nadesłanych na konkurs wybrano projekt obecnej flagi. Ostatecznie flaga została przyjęta 22 maja 1909 roku. 15 kwietnia 1954 dokonano ostatniej zmiany dotyczącej ustalenia kształtu gwiazd oraz ich rozmieszczania.
Obecny wzór bandery wojennej (Australian White Ensign) został przyjęty w 1967 roku, poprzednio Royal Australian Navy używała bandery brytyjskiej (White Ensign).